# East Merrimack
East Merrimack is een plaats (census-designated place) in de Amerikaanse staat New Hampshire, en valt bestuurlijk gezien onder Hillsborough County.

## Demografie
Bij de volkstelling in 2000 werd het aantal inwoners vastgesteld op 3784.

## Geografie
Volgens het United States Census Bureau beslaat de plaats een oppervlakte van 8,6 km², waarvan 7,8 km² land en 0,8 km² water.

## Plaatsen in de nabije omgeving
De onderstaande figuur toont nabijgelegen plaatsen in een straal van 16 km rond East Merrimack.